# فيضانات كيرلا 2018
في آب/أغسطس من عام 2018 غمرت الفيضانات الشديدة ولاية كيرلا جنوب الهند بسبب كمية الأمطار غير الاعتيادية خلال الموسم الرطب السنوي. هذه الفيضانات هي أسوأ مامر على ولاية كيرا منذ ما يقرب قرن من الزمان،  وبسببها فإن أكثر من 350 شخصاً قد لقوا حتفهم، في حين أن أكثر من 661 ألف آخرين قد شردوا من بيوتهم إذ أدى ذلك لجعل كافة مقاطعات كيرلا الأربعة عشر تعلن حالة التأهب القصوى.
فُتِحت 35 سداً من أصل 42 في الولاية لأول مرة في التاريخ، وفُتحت أيضاً البوابات الخمس لسد تشيروثوني في الوقت ذاته وذلك لم يحدث منذ 26 عاما. أما منطقة واياناد التابعة لولاية كيرلا ققد عُزلت بسبب الأمطار الغزيرة عن العالم.

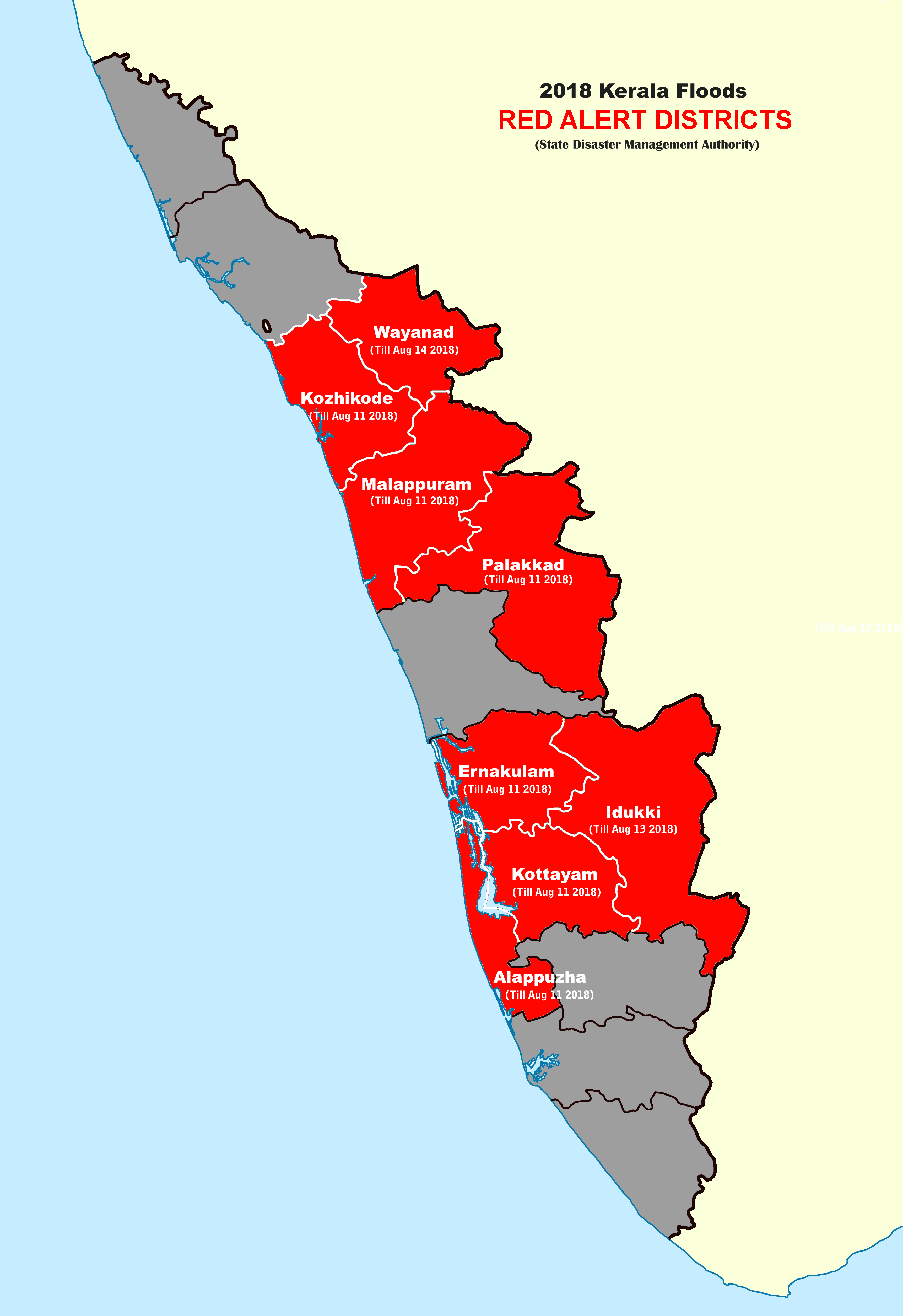
صورة توضح مناطق كيرلا ذات حالة التأهب القصوى

## الأسباب
تلقت ولاية كيرلا أمطارموسمية شديدة في منتصف مساء يوم 14 أغسطس/آب مما أدى ذلك لفيضان ماء السدود بعد أن طفحت متجاوزة سعتها، ففي أول 24 ساعة من هطول الأمطار تلقت الولاية مامقداره 310 مم من الأمطار. كل السدود قد فُتحت تقريباً بعد ارتفاع منسوب المياه بسبب الأمطار الغزيرة والفيضانات المحلية في المناطق المنخفضة. ولأول مرة في التاريخ فإن 35 سداً قد فُتحت من أصل 42.

## الاستجابة
في مؤتمر صحفي عُقد في الحادي عشر من آب/أغسطس قال الوزير توم جوزيه «الأمور تحت السيطرة، والحكومة مُطلعة على الموقف».
عرض ناريندرا مودي رئيس وزراء الهند تقديم الدعم الاتحادي لولاية كيرلا، ووصف رئيس وزراء ولاية كيرلا بينارآيي فيجين الفيضانات بأنها «شيء لم يحدث من قبل في تاريخ كيرلا» ولام بعض الشيء ولاية تاميل نادو المجاورة لعدم اطلاقهم المياه الزائدة من السد والتي فاقمت الوضع.
حثت سفارة الولايات المتحدة مواطنيها على تجنب المناطق المتضررة. وفعلت سفارة الإمارات العربية المتحدة في الهند المثل إذ حذرت أيضا بشأن الفيضانات. وقالت السفارة أن وكالات الطقس في الهند قدمت تحذيرات بشأن هطول الأمطار الغزيرة في جنوب ولاية كيرلا.

## بيانات كميات الأمطار
القياسات المحسوبة أسبوعياً (٪) (تشير التواريخ لنهاية كل أسبوع)(